# رودنس
رودنس (به آلمانی: Rodenäs) یک شهر در آلمان است که در نوردفرایسلند واقع شده‌است. رودنس ۴۵۶ نفر جمعیت دارد.